# St. Martin in der Mauer

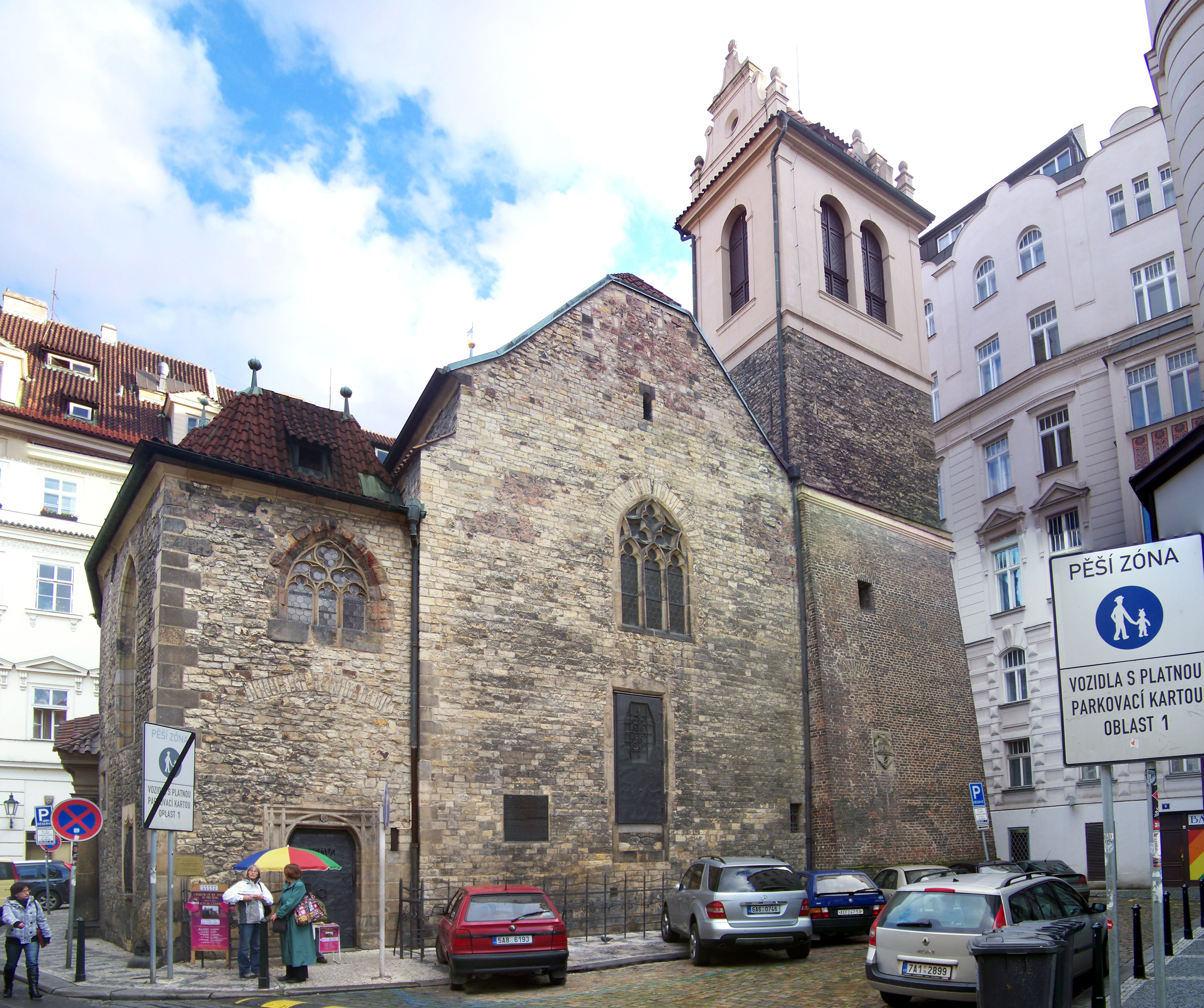
St. Martin in der Mauer – Westseite mit Turm der Stadtmauer

St. Martin in der Mauer (tschechisch Kostel sv. Martina ve zdi) ist eine gotische Kirche in der Altstadt von Prag. Sie ist nach dem heiligen Martin von Tours benannt und eine wichtige Stätte der Reformation.
Die Kirche wird von der Evangelischen Kirche der Böhmischen Brüder und ihrer Deutschsprachigen Evangelischen Gemeinde Prag genutzt.

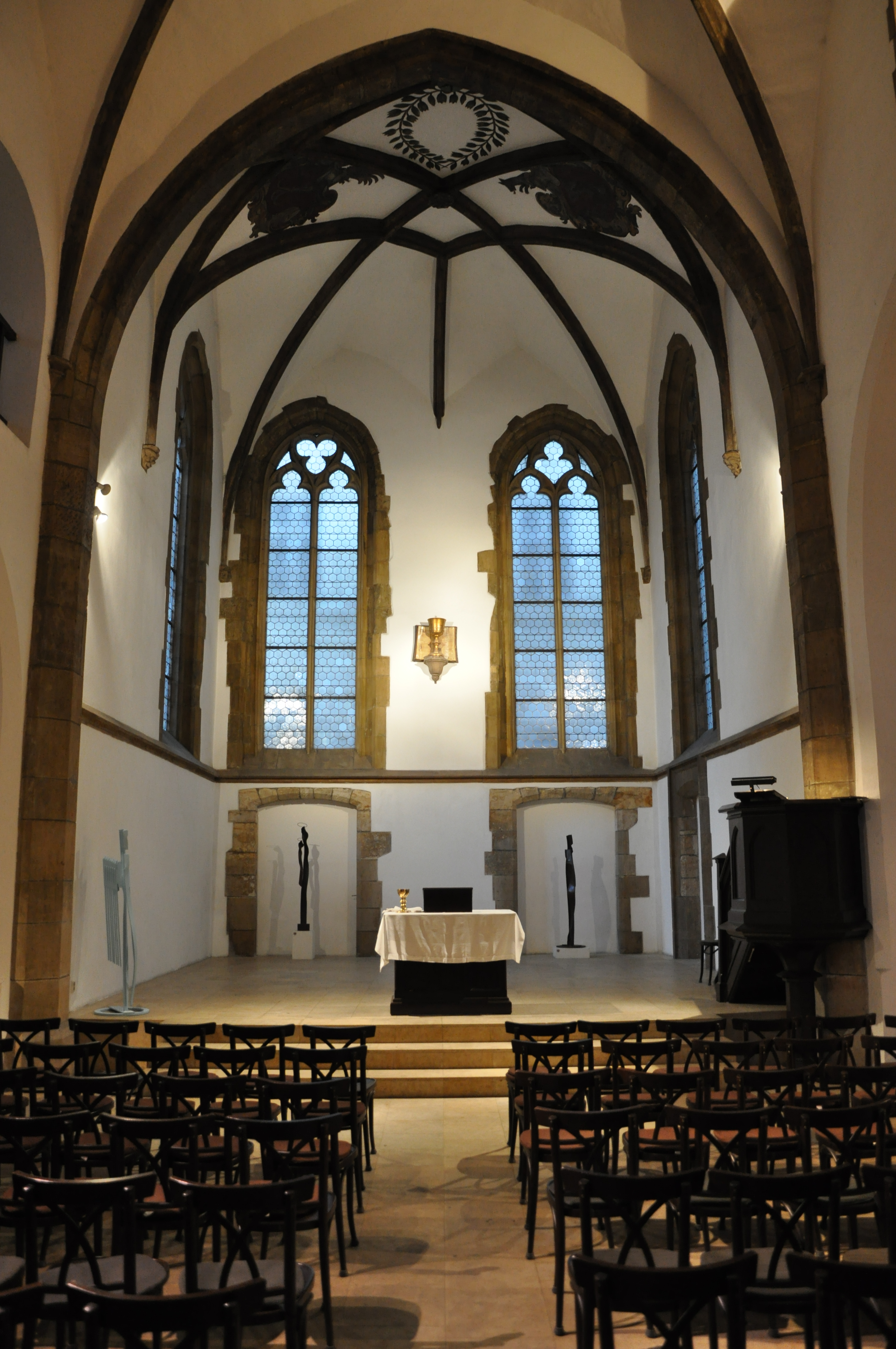
Chor mit gotischem Netzrippengewölbe von 1360 bis 1370

## Geschichte
Die Martinskirche errichtete man von 1178 bis 1187 als einschiffige, romanische Pfarrkirche. Nach der Kirche benannte man die Siedlung St. Martin, die schon 1140 an dieser Stelle erwähnt wird.
Als in den Jahren 1249 bis 1253 eine Stadtmauer mit Graben und doppelter Mauer um die neu gegründete Prager Altstadt errichtet wurde, bezog man die Südseite der Kirche in die Mauer mit ein und die Gemeinde bzw. Siedlung St. Martin wurde in zwei Teile innerhalb und der größere außerhalb der Stadt geteilt. Seitdem trägt die Kirche die Bezeichnung „In der Mauer“. In unmittelbarer Nähe stand das Martinstor.
Die Pfarrer schlossen sich früh der Bewegung, die zur Böhmischen Reformation führte, an. So wurde 1414 erstmals nach Jahrhunderten in der Martinskirche der Abendmahlskelch an Laien gereicht. Im Jahr 1488 entstanden die beiden Seitenschiffe in spätgotischem Stil und die Kirche erhielt ihr heutiges Erscheinungsbild.
1622 musste die evangelische Gemeinde nach der Niederlage bei der Schlacht am Weißen Berg bei Prag die Kirche verlassen und sie wurde bis 1784 von der römisch-katholischen Kirche genutzt. Bei dem Großbrand der Prager Altstadt 1678 wurden auch das Dach und der Turm der Kirche zerstört. Die Glocken mussten neu gegossen werden.
1784 wurde die Kirche und der angrenzende Friedhof geschlossen und das Gebäude als Wohn- und Geschäftshaus genutzt. 1904 kaufte die Stadt Prag das Haus und restaurierte die Kirche 1905 bis 1906 unter Leitung von Kamil Hilbert, der gleichzeitig den Veitsdom vollendete, umfassend.
Nach Gründung der Tschechoslowakischen Republik 1918 konnte die Kirche langfristig an die ebenfalls neu gegründete Evangelische Kirche der Böhmischen Brüder verpachtet werden. Seit 1994 gibt es in Prag wieder eine Deutschsprachige Evangelische Gemeinde, die zur EKBB gehört. Diese nutzt seitdem St. Martin in der Mauer für ihre sonntäglichen Gottesdienste.
2001 erfolgte die letzte Sanierung der Kirche.

## Friedhof

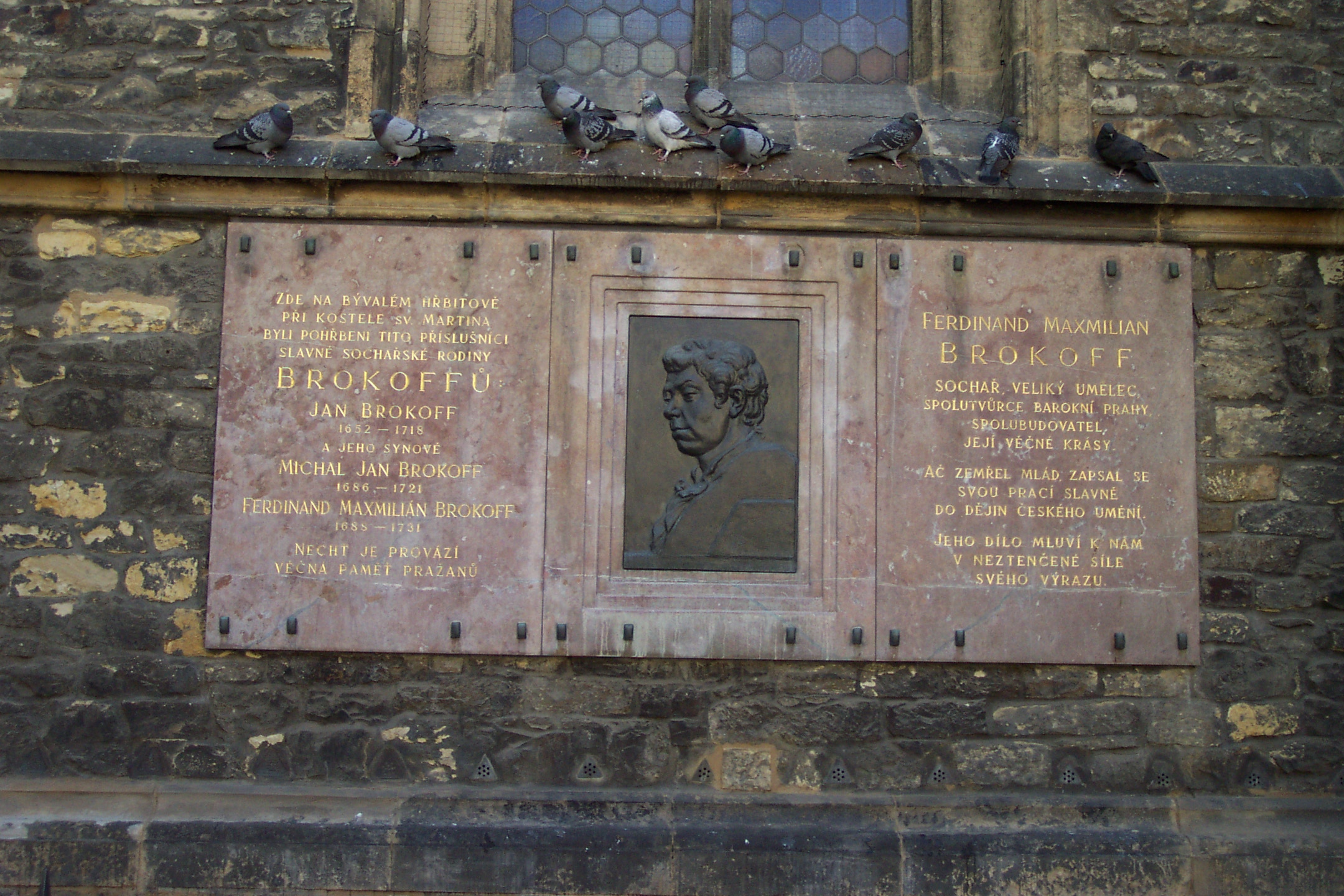
Gedenktafel der Bildhauerfamilie Brokoff an der Kirchenmauer

Seit Jahrhunderten gab es einen Friedhof um die Martinskirche. 1620 wurde hier ein Teil der Gefallenen der Schlacht am Weißen Berg beerdigt.
Im 18. Jahrhundert wurden die berühmten Barockbildhauer Johann Brokoff und seine Söhne Michael Johann Brokoff und Ferdinand Maximilian Brokoff an der Kirche bestattet. Sie hatten ihre Bildhauerhütte in der Nähe und waren wesentlich an der Schaffung der Heiligenfiguren auf der Karlsbrücke beteiligt. Die Gedenktafel befindet sich heute an der nördlichen Kirchenmauer.
1784 wurde der Friedhof geschlossen und später aufgelöst. Einige Grabsteine sind jetzt im Inneren der Kirche zu finden.